# رهبر خان
رهبر خان (انگلیسی: Rahbar Khan؛ زادهٔ ۶ مارس ۱۹۹۶) بازیکن فوتبال اهل بنگلادش است.
وی همچنین در تیم ملی فوتبال بنگلادش بازی کرده است.